# OpenVPN
OpenVPN is opensourcesoftware waarmee een beveiligde dataverbinding in de vorm van een Virtueel Particulier Netwerk (VPN) kan worden opgezet. OpenVPN versleutelt in principe alle communicatie. 
Voor de transmissie wordt standaard UDP gebruikt. De  IANA port is 1194. UDP heeft weinig overhead waardoor het een hoge performance biedt. TCP kan echter ook gebruikt worden, deze keuze is mede afhankelijk van netwerken die bepaalde VPN-protocollen niet goed ondersteunen of blokkeren. Sommige implementaties proberen in eerste instantie een UDP verbinding op te zetten, en wanneer deze niet lukt wordt TCP gebruikt. Soms wordt TCP-poort 443 gebruikt waardoor het VPN-verkeer minder opvalt en wordt toegestaan in omgevingen waar ander VPN verkeer wordt tegengehouden. 
OpenVPN wordt als SSL-VPN gezien omdat SSL/TLS wordt gebruikt voor encryptie. 
In principe wordt een VPN opgezet op laag 3 waarover protocollen als TCP en IP worden gebruikt. OpenVPN biedt ook de mogelijkheid laag 2 verbindingen op te zetten waardoor ethernetverkeer over de VPN tunnel gestuurd wordt. Dit wordt respectievelijk TUN en TAP genoemd.

## Implementaties
OpenVPN is een opensource-oplossing beschikbaar voor diverse platformen, waaronder Windows, Linux, Android en iOS. Er is een commerciële variant onder de naam OpenVPN AS welke functionaliteit biedt voor bedrijven en het configureren van een server gemakkelijker maakt.
Het Nederlandse OpenVPN-NL is een extra beveiligde ("hardened") versie ontwikkeld door Fox-IT voor gebruik door de Nederlandse overheid. OpenVPN-NL is gebouwd naar de normen van de nationale veiligheidsdienst voor communicatie NBV of NLNCSA
SoftEther VPN biedt een OpenVPN implementatie voor servers en clients, waar de meeste varianten slechts een client-implementatie bieden zoals Tunnelblick (opensource) en Viscosity dit doen voor Apple MacOS.

## Encryptie
OpenVPN versleutelt in principe alle communicatie. Als extra beveiliging kan HMAC authenticatie worden uitgevoerd, voor de SSL/TLS sessie wordt opgezet. Gebruikers van OpenVPN kunnen kiezen welke encryptiealgoritmes worden gebruikt. Standaard wordt het AES-256-CBC encryptiealgoritme gebruikt. Het is echter mogelijk andere encryptie te configureren of geen versleuteling toe te passen.
Tot en met versie 2.3 gebruikte men OpenSSL. Vanwege beveiligingsproblemen met OpenSSL wordt mbed TLS gebruikt in navolging van OpenVPN-NL.